# H.-J. Kratschke
Die H.-J. Kratschke (Schreibweise auch H-J. Kratschke) ist ein ehemaliger Seenotkreuzer der Deutschen Gesellschaft zur Rettung Schiffbrüchiger (DGzRS) der 19-m-Klasse, der im Jahr 1969 von der Werft Abeking & Rasmussen in Lemwerder unter Werft-Nr. 6313 erbaut wurde. Die DGzRS-interne Bezeichnung lautete KRS 03.
Das Tochterboot Ludje hatte die interne Bezeichnung KRT 03.
Schwesterschiffe sind die Otto Schülke, die Hans Lüken und die G. Kuchenbecker.

## Namensgebung
Der Kreuzer wurde nach einem Besatzungsmitglied des Seenotkreuzers Adolph Bermpohl benannt, der bei einem schweren Unglück im Februar 1967 ums Leben gekommen war.
Das Tochterboot wurde auf den Spitznamen eines verdienten Vormanns der Rettungsstation List (Sylt) getauft.

## Stationierungen
Von Juni 1969 bis Mai 1979 war die H.-J. Kratschke in List auf der Insel Sylt stationiert. Dann erfolgte die Verlegung nach Nordstrand, wo das Schiff bis Juli 1996 lag. Von August 1996 bis zur Außerdienststellung im Oktober 2003 lag der Kreuzer auf der DGzRS-Station Eiderdamm am Eidersperrwerk.

## Verbleib
Seit Frühjahr 2004 ist die H.-J. Kratschke auf dem Gelände der DGzRS-Zentrale in Bremen als Museumsschiff ausgestellt.

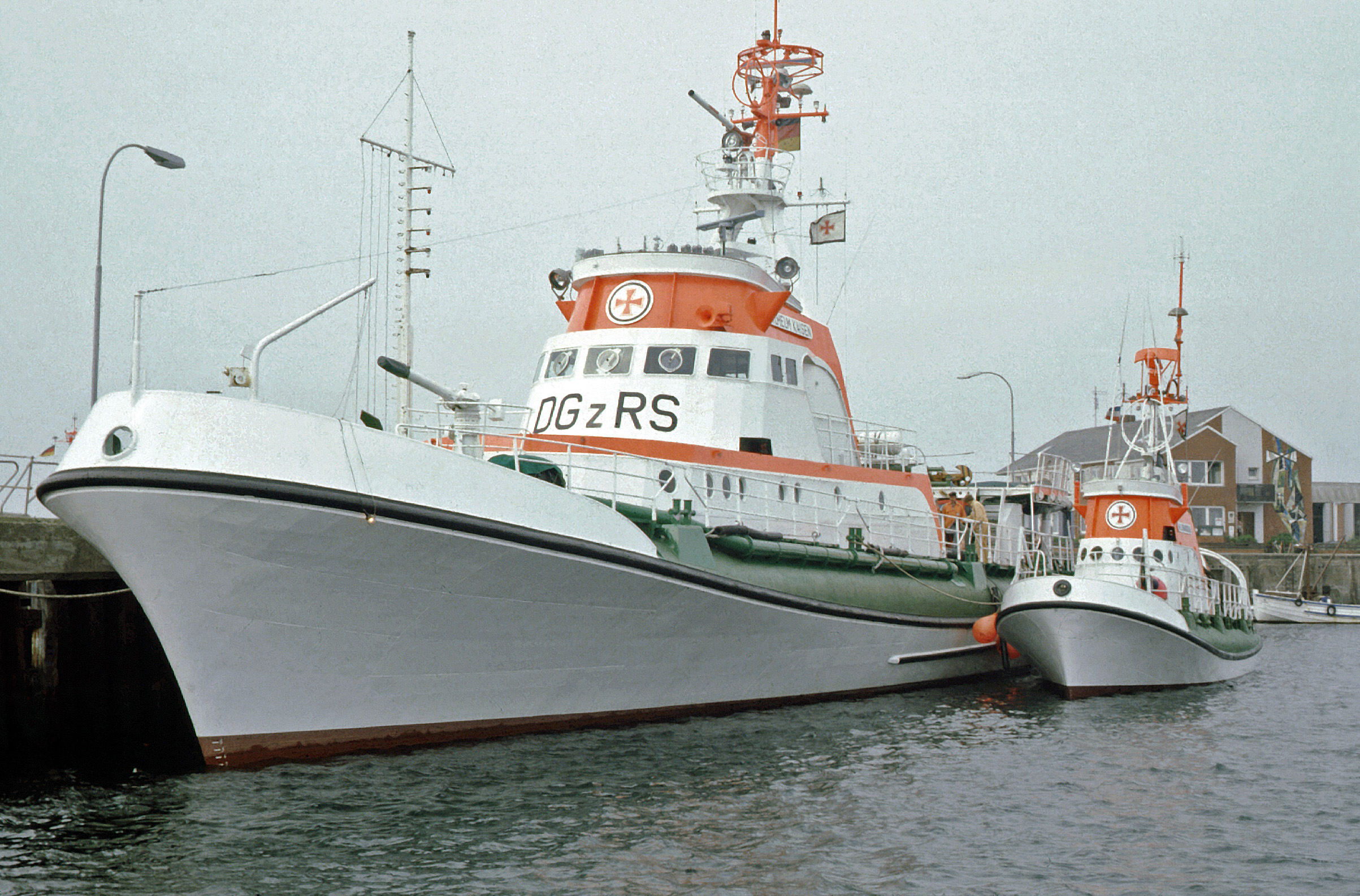
H.-J. Kratschke neben der großen Wilhelm Kaisen
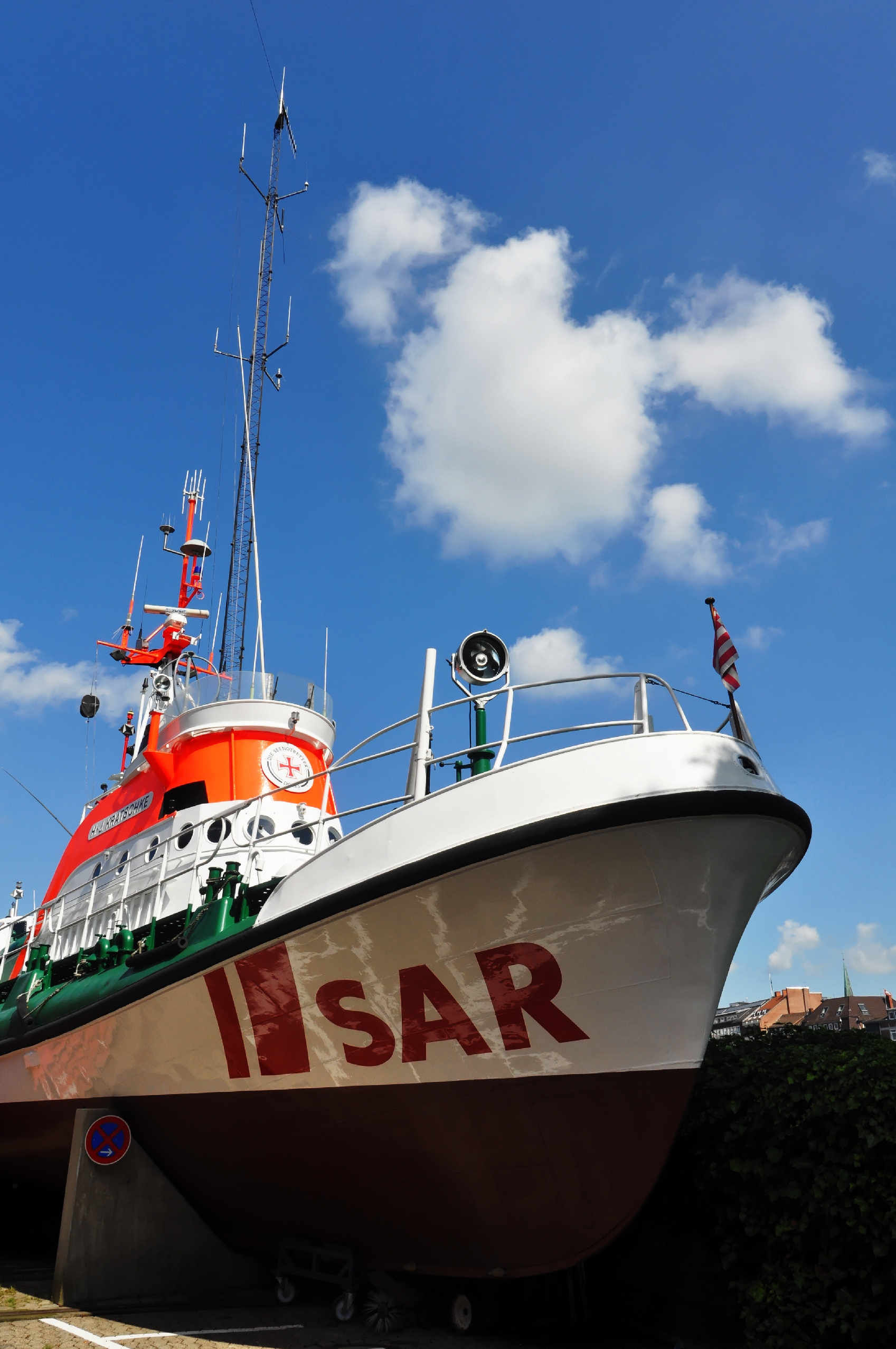
Bugansicht
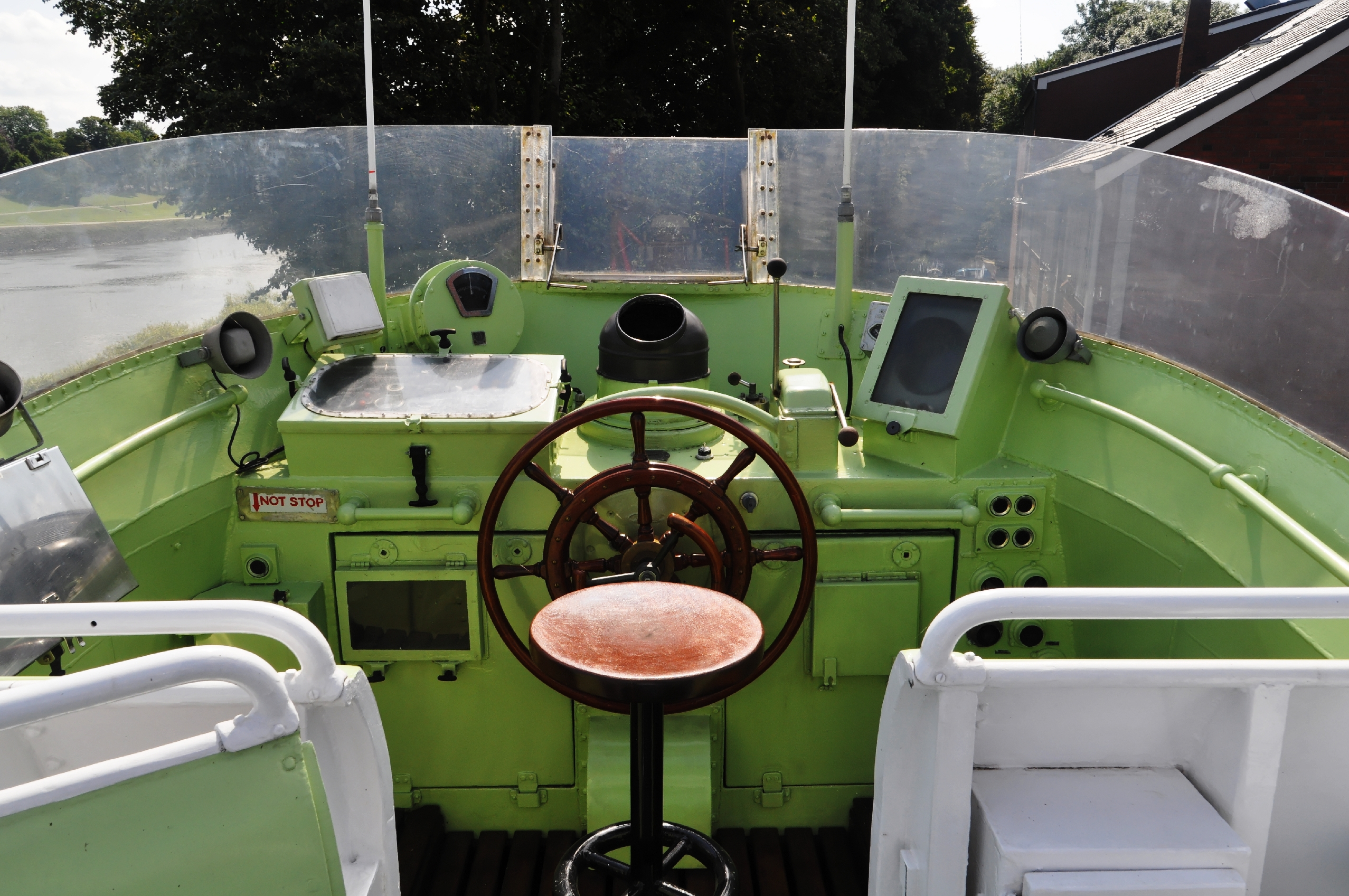
Der offene obere Fahrstand
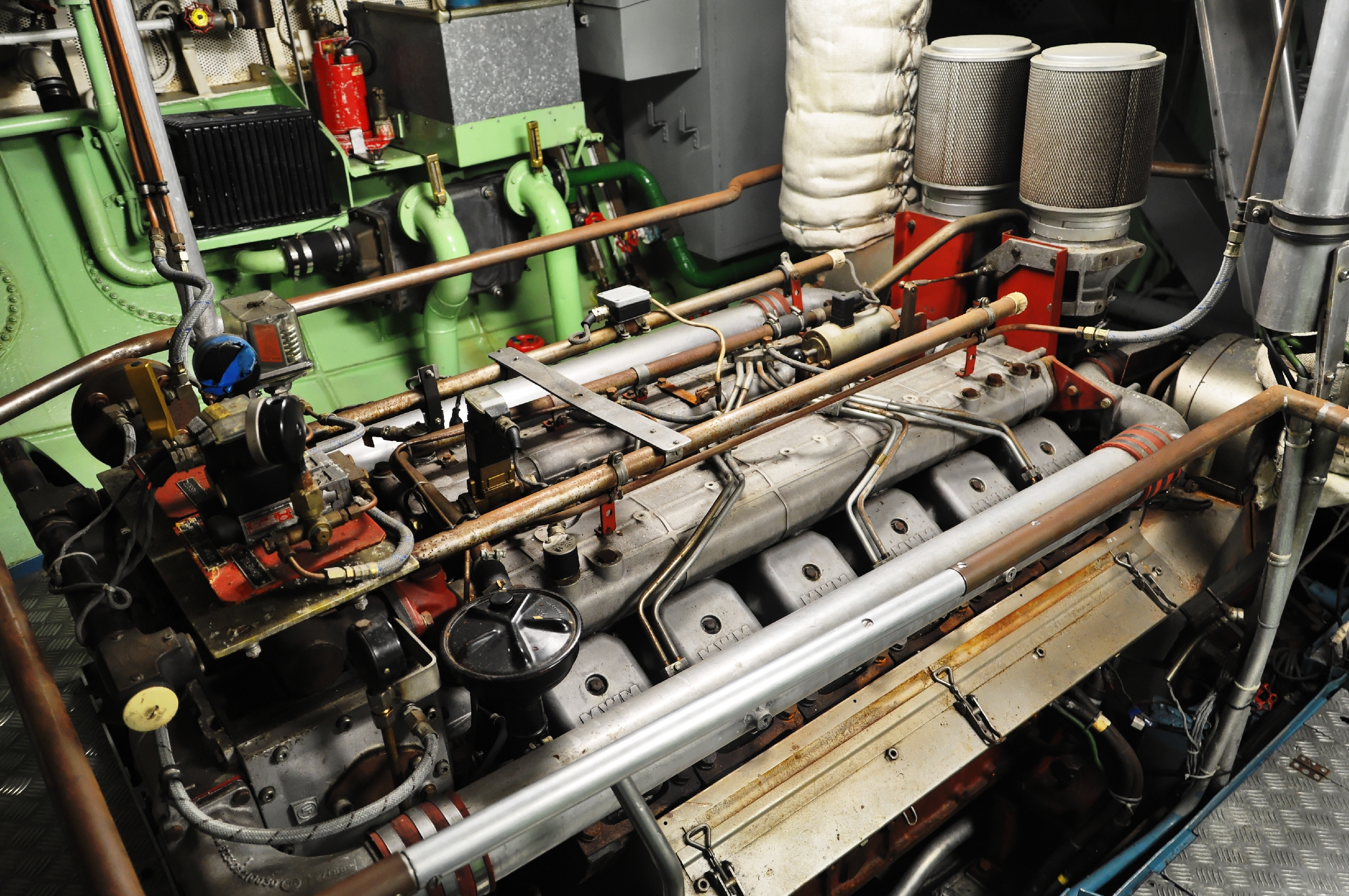
Die Hauptmaschine